# Etmopterus bigelowi
Etmopterus bigelowi är en hajart som beskrevs av Shirai och Tachikawa 1993. Etmopterus bigelowi ingår i släktet Etmopterus och familjen lanternhajar. IUCN kategoriserar arten globalt som livskraftig. Inga underarter finns listade i Catalogue of Life.